# Abdoulaye Keita (football, 1994)
Ne doit pas être confondu avec Abdoulaye Keita Banks ou Abdoulaye Khouma Keita.
Abdoulaye Keita, né le 5 janvier 1994 à Bamako, est un footballeur malien. Il évolue au poste de milieu défensif. Il est le neveu de Seydou Keita.

## Carrière

### En club
Abdoulate Keita signe professionnel avec le SC Bastia à l'été 2012. Il apparaît pour la première fois dans le groupe bastiais lors d'une rencontre face à Lille, en décembre 2013.

### En sélection
Il dispute avec le Mali à la Coupe d'Afrique des nations des moins de 17 ans en 2011, au Rwanda.
Il participe aussi à la CAN des moins de 20 ans en 2013. Durant la compétition, il joue quatre matchs, se classe quatrième avec le Mali, et se qualifie pour la Coupe du Monde. Il dispute deux matchs lors du mondial organisé en Turquie, son équipe étant éliminée durant les phases de poules.

## Statistiques
| Saison                | Club                  | Championnat           | Championnat | Championnat | Coupe(s) nationale(s) | Coupe(s) nationale(s) | Total | Total |
| Saison                | Club                  | Division              | M.          | B.          | M.                    | B.                    | M.    | B.    |
| 2012-2013             | SC Bastia             | Ligue 1               | 5           | 0           | 1                     | 0                     | 6     | 0     |
| 2013-2014             | SC Bastia             | Ligue 1               | 5           | 0           | -                     | -                     | 5     | 0     |
| 2014-2015             | SC Bastia             | Ligue 1               | 5           | 0           | 3                     | 0                     | 8     | 0     |
| 2015-2016             | SC Bastia             | Ligue 1               | 4           | 0           | -                     | -                     | 4     | 0     |
| 2016-2017             | SC Bastia             | Ligue 1               | 21          | 0           | 2                     | 0                     | 23    | 0     |
| Sous-total            | Sous-total            | Sous-total            | 40          | 0           | 6                     | 0                     | 46    | 0     |
| 2017-2018             | Le Havre AC           | Ligue 2               | 2           | 0           | 1                     | 0                     | 3     | 0     |
| Sous-total            | Sous-total            | Sous-total            | 2           | 0           | 1                     | 0                     | 3     | 0     |
| Total sur la carrière | Total sur la carrière | Total sur la carrière | 42          | 0           | 7                     | 0                     | 49    | 0     |